# Capito maculicoronatus
El chaboclo de pecho blanco, chaboclo pechiblanco, torito de Chocó o cabezón pechiblanco (Capito maculicoronatus) es una especie de ave de la familia Capitonidae que se encuentra en Colombia y Panamá.

## Subespecies
- Capito maculicoronatus maculicoronatus (Lawrence, 1861)
- Capito maculicoronatus rubrilateralis (Chapman, 1912)

## Características
Mide 18 cm, habita en bosques tropicales de poca altura, hasta los 1000 m s. n. m., se alimenta de insectos y frutos. No es una especie amenazada.